# Olympische Geschichte Liechtensteins
| Gelbes Symbol für Goldmedaillen mit stilisierten Olympischen Ringen | Graues Symbol für Silbermedaillen mit stilisierten Olympischen Ringen | Braundes Symbol für Bronzemedaillen mit stilisierten Olympischen Ringen |
| ------------------------------------------------------------------- | --------------------------------------------------------------------- | ----------------------------------------------------------------------- |
| 2                                                                   | 2                                                                     | 6                                                                       |

Liechtenstein nahm erstmals 1936 an Olympischen Spielen teil. Das erste Mal traten Athleten des Fürstentums bei den Olympischen Winterspielen 1936 in Garmisch-Partenkirchen für ihr Land an.
Insgesamt entsandte Liechtenstein 132 Teilnehmer. Jüngster Teilnehmer war der alpine Skirennläufer August Wolfinger, der bei den Olympischen Winterspielen 1964 in Innsbruck mit 14 Jahren antrat. Ältester Sportler war 1984 in Los Angeles der Schütze Theobald Schurte, der mit 44 Jahren teilnahm. Xaver Frick, einer der Gründer des NOK für Liechtenstein, ist der einzige Sportler, der sowohl an Sommer- als auch an Winterspielen teilnahm (1936 in Berlin als Leichtathlet, 1948 in St. Moritz als Skilangläufer).
Alle zehn Medaillen wurden bei Winterspielen im alpinen Skisport gewonnen. Liechtenstein ist somit die einzige Nation, die alle ihre Medaillen bei Winterspielen gewann. Liechtenstein hat weltweit die meisten olympischen Medaillen im Verhältnis zur Einwohnerzahl gewonnen. Erfolgreichste Sportlerin mit vier Medaillen (2|1|1) ist die Skirennläuferin Hanni Wenzel.

## Teilnahmen
Liechtenstein nahm mit zwei Ausnahmen an allen Olympischen Sommerspielen teil. Lediglich 1956 verzichtete man wegen der hohen Reisekosten auf eine Teilnahme in Melbourne. 1980 schloss sich Liechtenstein dem Boykott der Spiele in Moskau an, um so gegen den Einmarsch sowjetischer Truppen in Afghanistan zu protestieren.

### Sommerspiele
| Jahr      | Athleten           | Athleten           | Athleten           | Sportarten         | Sportarten         | Sportarten         | Sportarten         | Sportarten         | Sportarten         | Sportarten         | Sportarten         | Sportarten         | Medaillen          | Medaillen          | Medaillen          | Medaillen          | Medaillen          |
| Jahr      | Ges.               |                    |                    |                    |                    |                    |                    |                    |                    |                    |                    |                    |                    |                    |                    | Medaillen – Gesamt | Rang               |
| --------- | ------------------ | ------------------ | ------------------ | ------------------ | ------------------ | ------------------ | ------------------ | ------------------ | ------------------ | ------------------ | ------------------ | ------------------ | ------------------ | ------------------ | ------------------ | ------------------ | ------------------ |
| 1896–1932 | nicht teilgenommen | nicht teilgenommen | nicht teilgenommen | nicht teilgenommen | nicht teilgenommen | nicht teilgenommen | nicht teilgenommen | nicht teilgenommen | nicht teilgenommen | nicht teilgenommen | nicht teilgenommen | nicht teilgenommen | nicht teilgenommen | nicht teilgenommen | nicht teilgenommen | nicht teilgenommen | nicht teilgenommen |
| 1936      | 6                  | 6                  | 0                  |                    | 2                  | 1                  |                    | 3                  |                    |                    |                    |                    | –                  | –                  | –                  | –                  |                    |
| 1948      | 2                  | 2                  | 0                  |                    | 2                  |                    |                    |                    |                    |                    |                    |                    | –                  | –                  | –                  | –                  |                    |
| 1952      | 2                  | 2                  | 0                  |                    |                    | 2                  |                    |                    |                    |                    |                    |                    | –                  | –                  | –                  | –                  |                    |
| 1956      | nicht teilgenommen | nicht teilgenommen | nicht teilgenommen | nicht teilgenommen | nicht teilgenommen | nicht teilgenommen | nicht teilgenommen | nicht teilgenommen | nicht teilgenommen | nicht teilgenommen | nicht teilgenommen | nicht teilgenommen | nicht teilgenommen | nicht teilgenommen | nicht teilgenommen | nicht teilgenommen | nicht teilgenommen |
| 1960      | 5                  | 5                  | 0                  |                    | 2                  | 1                  |                    | 2                  |                    |                    |                    |                    | –                  | –                  | –                  | –                  |                    |
| 1964      | 2                  | 2                  | 0                  |                    | 2                  |                    |                    |                    |                    |                    |                    |                    | –                  | –                  | –                  | –                  |                    |
| 1968      | 2                  | 2                  | 0                  |                    | 2                  |                    |                    |                    |                    |                    |                    |                    | –                  | –                  | –                  | –                  |                    |
| 1972      | 6                  | 6                  | 0                  | 2                  |                    | 1                  |                    | 2                  |                    |                    |                    | 1                  | –                  | –                  | –                  | –                  |                    |
| 1976      | 6                  | 4                  | 2                  | 3                  | 3                  |                    |                    |                    |                    |                    |                    |                    | –                  | –                  | –                  | –                  |                    |
| 1980      | nicht teilgenommen | nicht teilgenommen | nicht teilgenommen | nicht teilgenommen | nicht teilgenommen | nicht teilgenommen | nicht teilgenommen | nicht teilgenommen | nicht teilgenommen | nicht teilgenommen | nicht teilgenommen | nicht teilgenommen | nicht teilgenommen | nicht teilgenommen | nicht teilgenommen | nicht teilgenommen | nicht teilgenommen |
| 1984      | 7                  | 5                  | 2                  | 2                  | 3                  |                    |                    | 2                  |                    |                    |                    |                    | –                  | –                  | –                  | –                  |                    |
| 1988      | 12                 | 9                  | 3                  | 4                  | 3                  | 3                  | 1                  | 1                  |                    |                    |                    |                    | –                  | –                  | –                  | –                  |                    |
| 1992      | 7                  | 4                  | 3                  | 2                  | 2                  | 2                  |                    | 1                  |                    |                    |                    |                    | –                  | –                  | –                  | –                  |                    |
| 1996      | 2                  | 0                  | 2                  | 1                  | 1                  |                    |                    |                    |                    |                    |                    |                    | –                  | –                  | –                  | –                  |                    |
| 2000      | 2                  | 1                  | 1                  | 1                  |                    |                    |                    | 1                  |                    |                    |                    |                    | –                  | –                  | –                  | –                  |                    |
| 2004      | 1                  | 1                  | 0                  |                    |                    |                    |                    | 1                  |                    |                    |                    |                    | –                  | –                  | –                  | –                  |                    |
| 2008      | 2                  | 2                  | 0                  |                    | 1                  |                    |                    | 1                  |                    |                    |                    |                    | –                  | –                  | –                  | –                  |                    |
| 2012      | 3                  | 1                  | 2                  |                    | 1                  |                    |                    |                    | 1                  |                    | 1                  |                    | –                  | –                  | –                  | –                  |                    |
| 2016      | 3                  | 1                  | 2                  |                    |                    |                    |                    |                    | 2                  |                    | 1                  |                    | –                  | –                  | –                  | –                  |                    |
| 2020      | 5                  | 2                  | 3                  | 1                  |                    |                    |                    |                    | 2                  | 2                  |                    |                    | –                  | –                  | –                  | –                  |                    |
| 2024      | 1                  | 1                  | 0                  |                    |                    | 1                  |                    |                    |                    |                    |                    |                    | –                  | –                  | –                  | –                  |                    |
| Gesamt    | Gesamt             | Gesamt             | Gesamt             | Gesamt             | Gesamt             | Gesamt             | Gesamt             | Gesamt             | Gesamt             | Gesamt             | Gesamt             | Gesamt             | 0                  | 0                  | 0                  | 0                  | –                  |

### Winterspiele
| Jahr   | Athleten           | Athleten           | Athleten           | Sportarten         | Sportarten         | Sportarten         | Sportarten         | Medaillen          | Medaillen          | Medaillen          | Medaillen          | Medaillen          |
| Jahr   | Ges.               |                    |                    | Bob                | Rennrodeln         | Ski Alpin          | Skilanglauf        |                    |                    |                    | Medaillen – Gesamt | Rang               |
| ------ | ------------------ | ------------------ | ------------------ | ------------------ | ------------------ | ------------------ | ------------------ | ------------------ | ------------------ | ------------------ | ------------------ | ------------------ |
| 1936   | 2                  | 2                  | 0                  | 2                  |                    | 2                  |                    | –                  | –                  | –                  |                    |                    |
| 1948   | 10                 | 10                 | 0                  |                    |                    | 5                  | 5                  | –                  | –                  | –                  |                    |                    |
| 1952   | nicht teilgenommen | nicht teilgenommen | nicht teilgenommen | nicht teilgenommen | nicht teilgenommen | nicht teilgenommen | nicht teilgenommen | nicht teilgenommen | nicht teilgenommen | nicht teilgenommen | nicht teilgenommen | nicht teilgenommen |
| 1956   | 8                  | 8                  | 0                  | 2                  |                    | 6                  |                    | –                  | –                  | –                  |                    |                    |
| 1960   | 3                  | 3                  | 0                  |                    |                    | 3                  |                    | –                  | –                  | –                  |                    |                    |
| 1964   | 6                  | 6                  | 0                  |                    | 3                  | 3                  |                    | –                  | –                  | –                  |                    |                    |
| 1968   | 9                  | 8                  | 1                  |                    | 3                  | 6                  |                    | –                  | –                  | –                  |                    |                    |
| 1972   | 4                  | 3                  | 1                  |                    | 1                  | 3                  |                    | –                  | –                  | –                  |                    |                    |
| 1976   | 9                  | 6                  | 3                  |                    | 3                  | 5                  | 1                  | –                  | –                  | 2                  | 2                  | 14                 |
| 1980   | 7                  | 4                  | 3                  |                    | 2                  | 5                  |                    | 2                  | 2                  | –                  | 4                  | 6                  |
| 1984   | 10                 | 7                  | 3                  |                    | 1                  | 8                  | 1                  | –                  | –                  | 2                  | 2                  | 16                 |
| 1988   | 13                 | 11                 | 2                  |                    | 1                  | 9                  | 3                  | –                  | –                  | 1                  | 1                  | 16                 |
| 1992   | 7                  | 6                  | 1                  |                    |                    | 6                  | 1                  | –                  | –                  | –                  |                    |                    |
| 1994   | 10                 | 9                  | 1                  |                    | 1                  | 7                  | 2                  | –                  | –                  | –                  |                    |                    |
| 1998   | 8                  | 5                  | 3                  |                    |                    | 6                  | 2                  | –                  | –                  | –                  |                    |                    |
| 2002   | 8                  | 7                  | 1                  |                    |                    | 6                  | 2                  | –                  | –                  | –                  |                    |                    |
| 2006   | 5                  | 3                  | 2                  |                    |                    | 4                  | 1                  | –                  | –                  | –                  |                    |                    |
| 2010   | 6                  | 5                  | 1                  | 4                  |                    | 2                  |                    | –                  | –                  | –                  |                    |                    |
| 2014   | 4                  | 2                  | 2                  |                    |                    | 3                  | 1                  | –                  | –                  | –                  |                    |                    |
| 2018   | 3                  | 2                  | 1                  |                    |                    | 2                  | 1                  | –                  | –                  | 1                  | 1                  | 28                 |
| 2022   | 2                  | 1                  | 1                  |                    |                    | 1                  | 1                  | –                  | –                  | –                  |                    |                    |
| Gesamt | Gesamt             | Gesamt             | Gesamt             | Gesamt             | Gesamt             | Gesamt             | Gesamt             | 2                  | 2                  | 6                  | 10                 | 34                 |

### Sommer-Jugendspiele
| Jahr   | Athleten | Athleten | Athleten | Sportarten | Sportarten | Sportarten | Medaillen | Medaillen | Medaillen | Medaillen          | Medaillen |
| Jahr   | Ges.     |          |          | Judo       | Schwimmen  | Tennis     |           |           |           | Medaillen – Gesamt | Rang      |
| ------ | -------- | -------- | -------- | ---------- | ---------- | ---------- | --------- | --------- | --------- | ------------------ | --------- |
| 2010   | 3        | 2        | 1        | 1          | 2          |            | –         | –         | –         | –                  |           |
| 2014   | 1        | 0        | 1        |            | 1          |            | –         | –         | –         | –                  |           |
| 2018   | 3        | 1        | 2        |            | 2          | 1          | –         | –         | –         | –                  |           |
| Gesamt | Gesamt   | Gesamt   | Gesamt   | Gesamt     | Gesamt     | Gesamt     | 0         | 0         | 0         | 0                  | –         |

### Winter-Jugendspiele
| Jahr       | Athleten   | Athleten   | Athleten   | Sportarten | Sportarten | Sportarten | Sportarten | Medaillen | Medaillen | Medaillen | Medaillen          | Medaillen |
| Jahr       | Ges.       |            |            |            |            |            |            |           |           |           | Medaillen – Gesamt | Rang      |
| ---------- | ---------- | ---------- | ---------- | ---------- | ---------- | ---------- | ---------- | --------- | --------- | --------- | ------------------ | --------- |
| 2012       | 2          | 2          | 0          |            |            | 1          | 1          | –         | –         | –         | –                  |           |
| 2016       | 2          | 2          | 0          | 1          |            | 1          |            | –         | –         | –         | –                  |           |
| 2020       | 5          | 2          | 3          | 2          | 1          | 1          | 1          | –         | –         | 1         | 1                  | 29        |
| 2024       | 2          | 2          | 0          |            |            | 1          | 1          | –         | –         | –         | –                  |           |
| Sportarten | Sportarten | Sportarten | Sportarten | Sportarten | Sportarten | Sportarten | Sportarten | 0         | 0         | 1         | 1                  | 39        |

## Medaillen
→ Siehe: Liste der olympischen Medaillengewinner aus Liechtenstein

## Fahnenträger
→ Siehe: Liste der Fahnenträger der liechtensteinischen Mannschaften bei Olympischen Spielen